# Борисоглебское (Костромская область)
Борисоглебское — село в Кадыйском районе Костромской области. Входит в состав Завражного сельского поселения.

## География
Находится в юго-восточной части Костромской области на расстоянии приблизительно 42 км на юг по прямой от районного центра поселка Кадый у речки Талица недалеко от левого берега Волги.

## История
Известно с 1821 года, когда здесь была построена каменная Рождественская церковь (ныне в руинированном состоянии). До этого здесь действовала деревянная Борисоглебская, по которой село и было названо. В 1872 году здесь было учтено 13 дворов, в 1907 году отмечено было 25 дворов.

## Население
Постоянное население составляло 89 человек (1872 год), 127 (1897), 161 (1907), 175в 2002 году (русские 99 %), 130 в 2022.